# Llista de doctors honoris causa per la Universitat de Lleida
Llista de persones investides com a doctors honoris causa per la Universitat de Lleida (actualitzada a maig de 2018).
- Miquel Batllori i Munné (2002)
- Maria del Mar Bonet (2009)
- Eugeni Bregolat (2014)
- Adela Cortina (2017)
- Shirin Ebadi (2018)
- John Elliott (1999)
- Exili Català (2002) (doctorat honoris causa col·lectiu i on foren investits una representació d'exiliats)
- Gabriel Ferraté Pascual (2005)
- Pere Lluís Font (2005)
- Iñaki Gabilondo Pujol (2012)
- Salvador Giner (2014)
- Stanley M. Goldberg (2005) (cirurgià)
- Doris R. Grinspun (2018)
- Váciav Havel (2002)
- Theodore C. Hsiao (2005) (professor a la Universitat de Califòrnia)
- Rattan Lal (2017)
- Alícia de Larrocha i de la Calle (2001)
- Richard W. Light (2010) (metge)
- Emilio Lledó (2014)
- Humberto López Morales (2008) (hispanista)
- Lorenzo Martín-Retortillo Baquer (2016) (jurista)
- Carlos Martínez Shaw (2010)
- Rafael Matesanz (2015) (nefròleg; director de l'Organització Nacional de Trasplantaments)
- Jaume Miranda i Canals (2013)
- Joaquim Molas i Batllori (2006)
- Vicenç Navarro (2013)
- Ángel Olaran (2018)
- Joan Oró i Florensa (1999)
- Pierre Parlebas (2002)
- Javier Pérez de Cuéllar (1998)
- Roc Pifarré Florejachs (1999)
- Mª Jesús Prieto-Laffargue (2012) (enginyera)
- Jordi Pujol i Soley (2011)
- Marc Richelle (1998) (psicòleg)
- Michael A. Savageau (2011) (enginyer biomèdic)
- Joan Manuel Serrat (2017)
- Joan Solà i Cortassa (2009)
- Jordi Solé Tura (2004)
- Francesco Tonucci (2016)
- Peter Ulmer (1998) (jurista)
- Josep Vallverdú i Aixalà (2004)
- Umberto Veronesi (2007) (metge oncòleg)
- Eliane Vogel-Polsky (1999)
- Jorge Wagensberg (2010)
- Dong Yansheng (2014)
- Reinhard Zimmermann (2007) (director de l'Institut Max Planck)

## Font
- Llistat de doctors i doctores honoris causa a la web de la Universitat de Lleida